# Hebella muscensis
Hebella muscensis is een hydroïdpoliep uit de familie Hebellidae. De poliep komt uit het geslacht Hebella. Hebella muscensis werd in 1975 voor het eerst wetenschappelijk beschreven door Millard & Bouillon. 